# Elfriede Wäger
Elfriede Wäger (ur. 3 kwietnia 1946 w Götzis) – austriacka saneczkarka, uczestniczka Zimowych Igrzysk Olimpijskich 1968.
W styczniu 1967 roku zajęła ósme miejsce w jedynkach kobiet podczas mistrzostw Europy w Schönau am Königssee. 
W 1968 roku wystartowała na igrzyskach w Grenoble, podczas których wzięła udział w rywalizacji kobiet w saneczkarskich jedynkach. Zajęła 15. miejsce ze stratą 5,75 s do zwyciężczyni – Eriki Lechner. W poszczególnych ślizgach Wäger zajęła osiemnaste, dwunaste i siedemnaste miejsce. 

## Igrzyska olimpijskie
| Miejsce | Data              | Miejscowość | Konkurencja | Ślizg 1 | Ślizg 1 | Ślizg 2 | Ślizg 2 | Ślizg 3 | Ślizg 3 | Ślizg 4 | Ślizg 4 | Łącznie | Strata | Zwyciężczyni  |
| Miejsce | Data              | Miejscowość | Konkurencja | Czas    | Miejsce | Czas    | Miejsce | Czas    | Miejsce | Czas    | Miejsce | Łącznie | Strata | Zwyciężczyni  |
| ------- | ----------------- | ----------- | ----------- | ------- | ------- | ------- | ------- | ------- | ------- | ------- | ------- | ------- | ------ | ------------- |
| 15.     | 11–13 lutego 1968 | Grenoble    | jedynki     | 51,93   | 18.     | 50,44   | 12.     | 52,04   | 17.     | N/A     | N/A     | 2:34,41 | 5,75   | Erika Lechner |